# Russell East Glacier
Russell East Glacier är en glaciär i Antarktis. Den ligger i Västantarktis. Argentina, Chile och Storbritannien gör anspråk på området. Russell East Glacier ligger 265 meter över havet.
Terrängen runt Russell East Glacier är lite bergig. Trakten är obefolkad. Det finns inga samhällen i närheten. 